# Garabogazköl

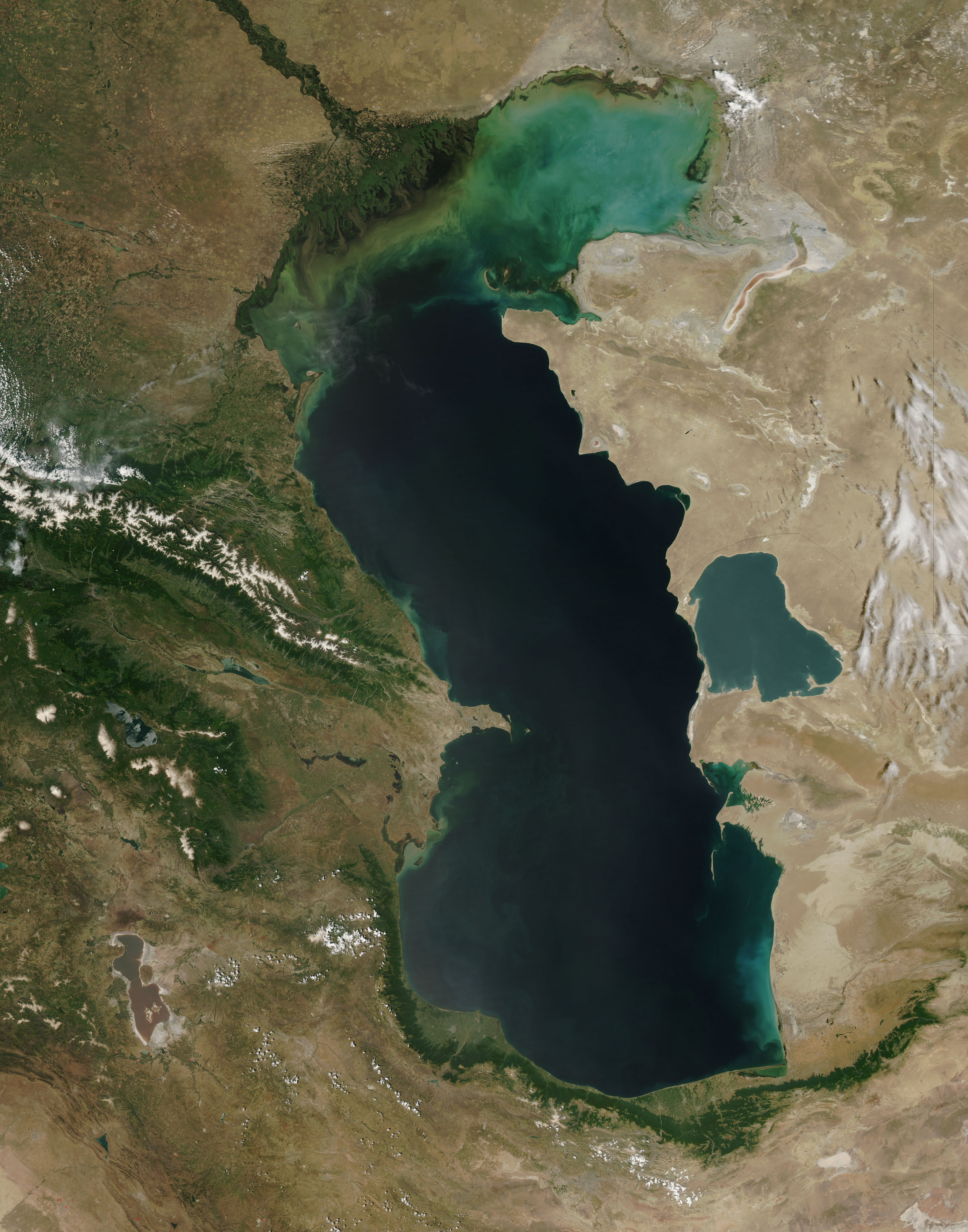
El golf de Garabogazköl, al centre de la costa oriental de la mar Càspia

El Garabogazköl o Kara-Bogaz-Gol (en turcman, literalment, 'llac de la gola negra') és un accident geogràfic de l'Àsia central. Es tracta d'una depressió d'escassa profunditat, a pocs metres sota el nivell del mar, situada a la zona nord-occidental del Turkmenistan, la superfície aproximada de la qual és de 18.100 km². Un estret cordó litoral sorrenc la separa de les aigües de la mar Càspia, la qual cosa provoca, en èpoques que el nivell d'aquesta mar augmenta, que la depressió s'inunde, cosa que fa que es forme un golf. Quan el nivell de la Càspia baixa, la depressió actua com a conca natural d'evaporació, per la qual cosa les sals s'acumulen a les seues costes.
El golf presenta un elevat índex de salinitat (un 35%, en comparació amb l'1,3% de la mar Càspia) i pràcticament no presenta vegetació marina. Els grans dipòsits de sal acumulats a la riba sud han estat explotats per la població local des de la dècada del 1920, encara que a partir de 1930 l'explotació manual de la sal es va aturar i l'activitat industrial es va traslladar al nord-oest, on roman actualment prop de Garabogaz (abans Bekdaş), una població de 10.000 habitants situada a la riba de la Càspia.
A partir de la dècada del 1950 l'aigua va ser bombada fins a arribar a un nivell més baix que el que arribava a la mateixa badia en la seua evaporació natural, cosa que va produir diversos tipus de sals diferenciades. El 1963 es va iniciar la construcció a Garabogaz d'una moderna planta que incrementara la producció de les salines, que funcionara tot l'any independentment de l'evaporació natural, i que va començar a funcionar el 1973.
En la dècada del 1980, l'acumulació de sals a les ribes de la depressió va causar problemes ecològics generalitzats en una extensa àrea, a causa del transport de sals per part dels vents, que va causar l'enverinament dels sòls aptes per al cultiu i importants problemes de salut entre la població local, uns efectes similars als ocorreguts a la mar d'Aral.